# Talno ogrevanje
Talno ogrevanje je način ogrevanja objektov, kjer so grelni elementi nameščeni v tla. Prostor se ogreva s pomočjo prevoda (kondukcije), prestop (konvekcije) in sevanja (radiacije). Termin radiacijsko gretje se po navadi uporablja, kjer je vsaj 50% toplote v obliki sevanja.
Prve oblike talnega ogrevanja so se pojavile že v neolitiku, kar dokazujejo arheološki ostanki iz Azije in Aleutov. Takratni prebivalci v podzemnih bivališčih so usmerjali dim na jarke izkopane v tleh. Dim je segrel kamenje, ki je potem z radiacijo ogrevalo prostore. Na tej podlagi so se razvili moderni sistemi.
Moderni sistemi uporabljajo električno upornost - električni sistemi, ali pa tekočine, ki ogrevajo - hidronični sistemi. Pri slednjem sistemu je možno tudi ohlajanje prostora. 
Talno ogrevanje je bolj energetsko učinkovito kot konvencionalni visokotemperaturni radiatorji ali električni grelci, ker se pri slednjih dveh vroči zrak hitro dvigne pod strop.
Prednost talnega ogrevanja je, da lahko uporablja nižje temperature grelnega sredstva, kar omogoča uporabo npr. sončnih kolektorjev tudi ko niso povsem sončni dnevi. Tudi toplotne črpalke delujejo z večjim izkoristkom, če grejo večje količine vode na npr. 40 0C, kot pa manjše količine na 600C. 
Poleg ogrevanja se uporabljajo tudi za taljenje snega in ledu na voziščih, pločnikih ali pa nogometnih igriščih.
Ko so grelni elementi uliti v beton se uporablja termin "mokri" sistem (wet), ko pa so nameščeni pod npr. leseni pod pa na tla pa "suhi" (dry).
Nekatere stavbe izkoriščajo termalno maso, ki je ogrevana ali hlajena v času nižje električne tarife - ta sistem se imenuje TABS (thermally activated building system).
Bojlerji so lahko ogrevani s fosilnimi gorivi (plin, premog ali kurilno olje), elektriko, solarno energijo (kolektorji), lesom, biomaso ali pa biogorivi.
Toplotne črpalke pa z elektriko ali zemeljskim plinom. Lahko tudi uporabljajo tudi geotermalno energijo. 